# Нижнесуыксинское сельское поселение
Нижнесуыксинское се́льское поселе́ние — муниципальное образование в Тукаевском районе Татарстана Российской Федерации.
Административный центр — село Нижний Суык-Су.

## История
Статус и границы сельского поселения установлены Законом Республики Татарстан от 31 января 2005 года № 39-ЗРТ Законом Республики Татарстан от 31 января 2005 года № 42-ЗРТ «Об установлении границ территорий и статусе муниципального образования "Тукаевский муниципальный район" и муниципальных образований в его составе».

## Население
| 2010  | 2011  | 2012  | 2013  | 2014  | 2015  | 2016  |
| ----- | ----- | ----- | ----- | ----- | ----- | ----- |
| 1822  | ↗1825 | ↗1856 | ↗1904 | ↗1957 | ↗2005 | ↗2074 |
| 2017  | 2018  |       |       |       |       |       |
| ↗2132 | ↗2134 |       |       |       |       |       |

## Состав сельского поселения
| № | Населённый пункт | Тип населённого пункта       | Население |
| - | ---------------- | ---------------------------- | --------- |
| 1 | Верхний Суык-Су  | село                         |           |
| 2 | Крещеное Мазино  | деревня                      |           |
| 3 | Кувады           | деревня                      |           |
| 4 | Нижний Суык-Су   | село, административный центр |           |
| 5 | Новый Мусабай    | деревня                      |           |